# Svetovno prvenstvo v hokeju na ledu 2011 - elitna divizija
Turnir elitne divizije Svetovnega prvenstva v hokeju na ledu 2011 se je odvijal med 29. aprilom in 15. majem 2011 v Bratislavi in Košičah, Slovaška. Zaključni del tekmovanja je potekal v Bratislavi. To je bilo 75. Svetovno prvenstvo v hokeju na ledu, ki ga je organizirala Mednarodna hokejska zveza. Drugič je naslov svetovnega prvaka osvojila finska reprezentanca, srebrno medaljo švedska, bron pa češka.

## Predtekmovanje

### Skupina A
| Reprezentanca | OT | Z | ZP | PP | P | DG | PG | GR | Toč |
| ------------- | -- | - | -- | -- | - | -- | -- | -- | --- |
| Nemčija       | 3  | 2 | 1  | 0  | 0 | 9  | 5  | +4 | 8   |
| Rusija        | 3  | 2 | 0  | 0  | 1 | 10 | 9  | +1 | 6   |
| Slovaška      | 3  | 1 | 0  | 0  | 2 | 9  | 9  | 0  | 3   |
| Slovenija     | 3  | 0 | 0  | 1  | 2 | 7  | 12 | −5 | 1   |

| 29. april 2011 | Nemčija | 2–0 | Rusija | Orange Arena, Bratislava |

| Poročilo tekme | Poročilo tekme                                     | Poročilo tekme  | Poročilo tekme | Poročilo tekme  |
| -------------- | -------------------------------------------------- | --------------- | -------------- | --------------- |
| Začetek: 16:15 | T. Greilinger (C. Braun) – 24:19 P. Reimer – 57:53 | (0–0, 1–0, 1–0) |                | Gledalci: 9,049 |

| 29. april 2011 | Slovaška | 3–1 | Slovenija | Orange Arena, Bratislava |

| Poročilo tekme | Poročilo tekme                                                                                      | Poročilo tekme  | Poročilo tekme                                  | Poročilo tekme  |
| -------------- | --------------------------------------------------------------------------------------------------- | --------------- | ----------------------------------------------- | --------------- |
| Začetek: 20:15 | M. Šatan (T. Surový) – 35:16 P. Podhradský (R. Zedník, T. Surový) – 47:03 Ľ. Bartečko (ENG) – 59:52 | (0–0, 1–1, 2–0) | 22:37 – A. Kranjc (G. Kužnik, T. Razingar) (PP) | Gledalci: 9,248 |

| 1. maj 2011 | Rusija | 6–4 | Slovenija | Orange Arena, Bratislava |

| Poročilo tekme | Poročilo tekme | Poročilo tekme  | Poročilo tekme | Poročilo tekme  |
| -------------- | --- | --------------- | --- | --------------- |
| Začetek: 16:15 | V. Atjušov (I. Kovalčuk, A. Radulov) (PP) – 04:22 M. Afinogenov (K. Kornejev) – 35:41 D. Kulikov (A. Kaigorodov) – 46:15 J. Artjuhin (M. Afinogenov, A. Kaigorodov) – 46:53 A. Radulov (I. Kovalčuk, K. Gorovikov) – 56:19 S. Zinovjev (D. Zaripov) – 59:22 | (1–0, 1–1, 4–3) | 29:15 – A. Hebar (B. Gregorc) 42:49 – B. Goličič (M. Šivic, M. Hočevar) 47:21 – B. Goličič (D. Rodman) 51:28 – R. Pajič (A. Tavželj) | Gledalci: 9,090 |

| 1. maj 2011 | Slovaška | 3–4 | Nemčija | Orange Arena, Bratislava |

| Poročilo tekme | Poročilo tekme                                                                                          | Poročilo tekme  | Poročilo tekme | Poročilo tekme  |
| -------------- | --- | --------------- | --- | --------------- |
| Začetek: 20:15 | L. Nagy (Ľ. Bartečko) – 45:26 J. Stümpel (L. Nagy, M. Šatan) (PP) – 47:49 P. Demitra (M. Hossa) – 52:43 | (0–0, 0–3, 3–1) | 24:51 – M. Müller (C. Ullmann, T. Greilinger) 33:07 – J. Tripp (F. Schütz, F. Mauer) 36:35 – F. Hördler (C. Ullmann, K. Holzer) 44:37 – F. Schütz (J. Tripp, N. Goc) | Gledalci: 9,303 |

| 3. maj 2011 | Slovenija | 2–3 KS | Nemčija | Orange Arena, Bratislava |

| Poročilo tekme | Poročilo tekme | Poročilo tekme                     | Poročilo tekme | Poročilo tekme  |
| -------------- | --- | ---------------------------------- | --- | --------------- |
| Začetek: 16:15 | Z. Jeglič (R. Sabolič, M. Robar) – 04:09 R. Tičar (R. Sabolič) – 28:33 R. Tičar Ž. Jeglič R. Pajič D. Rodman R. Sabolič D. Rodman M. Rodman Ž. Jeglič | (1–0, 1–1, 0–1) (P: 0–0) (KS: 0–1) | 35:19 – M. Wolf (A. Rankel, K. Hospelt) (PP) 45:32 – F. Schütz (J. Krueger, P. Gogulla) T. Greilinger C. Ullmann M. Wolf P. Reimer P. Reimer D. Kreutzer M. Müller F. Hördler | Gledalci: 8,010 |

| 3. maj 2011 | Rusija | 4–3 | Slovaška | Orange Arena, Bratislava |

| Poročilo tekme | Poročilo tekme | Poročilo tekme  | Poročilo tekme | Poročilo tekme  |
| -------------- | --- | --------------- | --- | --------------- |
| Začetek: 20:15 | A. Radulov (I. Kovalčuk, F. Tjutin) – 00:58 I. Nikulin (I. Kovalčuk, F. Tjutin) – 18:04 I. Nikulin (I. Kovalčuk) (PP) – 38:10 A. Morozov (V. Atjušov, A. Kaigorodov) (PP) – 43:38 | (2–1, 1–2, 1–0) | 01:28 – M. Šatan (L. Nagy, M. Jurčina) 30:06 – M. Gáborík (P. Demitra) 32:01 – L. Nagy (I. Majeský, Ľ. Višňovský) | Gledalci: 9,314 |

### Skupina B
| Reprezentanca | OT | Z | ZP | PP | P | DG | PG | GR  | Toč |
| ------------- | -- | - | -- | -- | - | -- | -- | --- | --- |
| Kanada        | 3  | 2 | 1  | 0  | 0 | 17 | 5  | +12 | 8   |
| Švica         | 3  | 1 | 1  | 1  | 0 | 8  | 5  | +3  | 6   |
| Francija      | 3  | 0 | 1  | 1  | 1 | 3  | 11 | −8  | 3   |
| Belorusija    | 3  | 0 | 0  | 1  | 2 | 3  | 10 | −7  | 1   |

| 29. april 2011 | Švica | 1–0 P | Francija | Steel Aréna, Košice |

| Poročilo tekme | Poročilo tekme                     | Poročilo tekme            | Poročilo tekme | Poročilo tekme  |
| -------------- | ---------------------------------- | ------------------------- | -------------- | --------------- |
| Začetek: 16:15 | J. Vauclair (I. Ruthemann) – 61:46 | (0–0, 0–0, 0–0) (P: 1–0 ) |                | Gledalci: 2,964 |

| 29. april 2011 | Belorusija | 1–4 | Kanada | Steel Aréna, Košice |

| Poročilo tekme | Poročilo tekme                               | Poročilo tekme  | Poročilo tekme | Poročilo tekme  |
| -------------- | -------------------------------------------- | --------------- | --- | --------------- |
| Začetek: 20:15 | A. Stepanov (A. Kulakov, A. Kitarov) – 19:26 | (1–1, 0–1, 0–2) | 01:52 – J. Eberle (E. Kane, M. Scalzo) 30:27 – J. Skinner (J. Tavares) 45:18 – J. Tavares (J. Skinner) 48:39 – J. Eberle (D. Phaneuf, M. Scalzo) (PP) | Gledalci: 6,025 |

| 1. maj 2011 | Kanada | 9–1 | Francija | Steel Aréna, Košice |

| Poročilo tekme | Poročilo tekme | Poročilo tekme  | Poročilo tekme                                      | Poročilo tekme  |
| -------------- | --- | --------------- | --------------------------------------------------- | --------------- |
| Začetek: 16:15 | M-A. Gragnani (J. Spezza, D. Phaneuf) (PP) – 01:02 J. Spezza (D. Phaneuf) – 06:35 J. Skinner (J. Tavares) – 12:02 C. Stewart (J. Skinner, J. Tavares) – 36:06 A. Pietrangelo – 36:49 B. Burns (J. Neal, R. Nash) (PP) – 41:41 R. Nash – 44:38 J. Skinner (PS) – 54:30 T. Zajac (C. Clutterbuck, A. Pietrangelo) – 57:44 | (3–0, 2–1, 4–0) | 29:14 – P-E. Bellemare (S. Treille, Y. Auvitu) (PP) | Gledalci: 4,457 |

| 1. maj 2011 | Švica | 4–1 | Belorusija | Steel Aréna, Košice |

| Poročilo tekme | Poročilo tekme | Poročilo tekme  | Poročilo tekme                                   | Poročilo tekme  |
| -------------- | --- | --------------- | ------------------------------------------------ | --------------- |
| Začetek: 20:15 | R. Gardner (R. Diaz, S. Moser) (PP) – 07:08 G. Bezina (I. Rüthemann, R. Gardner) – 24:11 R. Gardner (B. Gerber, I. Rüthemann) – 27:03 I. Rüthemann (A. Ambühl, F. Du Bois) (SH) – 30:51 | (1–0, 3–1, 0–0) | 21:33 – D. Korobov (V. Kostjučenok, A. Stepanov) | Gledalci: 3,193 |

| 3. maj 2011 | Kanada | 4–3 P | Švica | Steel Aréna, Košice |

| Poročilo tekme | Poročilo tekme                                                                                                 | Poročilo tekme            | Poročilo tekme | Poročilo tekme  |
| -------------- | --- | ------------------------- | --- | --------------- |
| Začetek: 16:15 | J. Eberle (E. Kane) – 31:57 J. Tavares – 36:51 C. Stewart (T. Zajac) – 56:46 A. Pietrangelo (T. Zajac) – 64:14 | (0–1, 2–0, 1–2) (P: 1–0 ) | 12:29 – R. Diaz (V. Stancescu, R. Lemm) 48:08 – F. Du Bois (L. Sbisa, R. Gardner) 58:38 – A. Ambuhl (J. Vauclair) | Gledalci: 7,214 |

| 3. maj 2011 | Francija | 2–1 P | Belorusija | Steel Aréna, Košice |

| Poročilo tekme | Poročilo tekme                                                                                            | Poročilo tekme            | Poročilo tekme                              | Poročilo tekme  |
| -------------- | --- | ------------------------- | ------------------------------------------- | --------------- |
| Začetek: 20:15 | S. Treille (K. Hecquefeuille, L. Meunier) (PP) – 12:35 K. Hecquefeuille (S. Da Costa, S. Treille) – 60:46 | (1–0, 0–0, 0–1) (P: 1–0 ) | 55:32 – S. Demagin (O. Goroško, A. Mihalev) | Gledalci: 3,968 |

### Skupina C
| Reprezentanca | OT | Z | ZP | PP | P | DG | PG | GR  | Toč |
| ------------- | -- | - | -- | -- | - | -- | -- | --- | --- |
| Švedska       | 3  | 2 | 0  | 1  | 0 | 13 | 7  | +6  | 7   |
| ZDA           | 3  | 2 | 0  | 0  | 1 | 11 | 9  | +2  | 6   |
| Norveška      | 3  | 1 | 1  | 0  | 1 | 12 | 8  | +4  | 5   |
| Avstrija      | 3  | 0 | 0  | 0  | 3 | 1  | 13 | −12 | 0   |

| 30. april 2011 | ZDA | 5–1 | Avstrija | Steel Aréna, Košice |

| Poročilo tekme | Poročilo tekme | Poročilo tekme  | Poročilo tekme                        | Poročilo tekme  |
| -------------- | --- | --------------- | ------------------------------------- | --------------- |
| Začetek: 16:15 | C. Kreider (M. Fayne, D. Stepan) – 14:42 B. Wheeler (D. Stepan) – 17:15 Y. Stastny (C. Wilson, C. Fowler) – 38:36 K. Shattenkirk (N. Palmieri, R. Shannon) – 42:47 C. Smith (J. Johnson) (PP) – 56:42 | (2–0, 1–1, 2–0) | 34:00 – M. Pewal (T. Raffl, M. Raffl) | Gledalci: 4,495 |

| 30. april 2011 | Norveška | 5–4 KS | Švedska | Steel Aréna, Košice |

| Poročilo tekme | Poročilo tekme | Poročilo tekme                     | Poročilo tekme | Poročilo tekme  |
| -------------- | --- | ---------------------------------- | --- | --------------- |
| Začetek: 20:15 | M. Røymark (M. Hansen, M. Ask) (PP) – 08:06 M. Ask (M. Olimb) (PP) – 21:00 M. Holtet (A. Bastiansen, P-Å. Skrøder) (PP) – 33:45 A. Bastiansen (M. Olimb, L. Spets) – 55:06 P-Å. Skrøder M. Olimb | (1–3, 2–0, 1–1) (P: 0–0) (KS: 1–0) | 06:21 – L. Eriksson (R. Nilsson) 11:41 – P. Berglund (M. Thörnberg) 15:01 – P. Berglund (D. Petrasek, M. Pääjärvi-Svensson) (PP) 49:37 – L. Eriksson (R. Nilsson) (PP) L. Eriksson P. Berglund | Gledalci: 5,147 |

| 2. maj 2011 | ZDA | 4–2 | Norveška | Steel Aréna, Košice |

| Poročilo tekme | Poročilo tekme | Poročilo tekme  | Poročilo tekme                                             | Poročilo tekme  |
| -------------- | --- | --------------- | ---------------------------------------------------------- | --------------- |
| Začetek: 16:15 | N. Palmieri (C. Kreider, R. Shannon) – 41:16 J. Skille (T. Stapleton, R. McDonagh) – 44:59 N. Palmieri (R. Shannon, K. Shattenkirk) (PP) – 53:44 C. Smith (D. Stepan, J. Johnson) (PP) – 58:34 | (0–2, 0–0, 4–0) | 08:09 – K. A. Olimb (M. Holtet) 09:22 – A. Bastiansen (SH) | Gledalci: 4,149 |

| 2. maj 2011 | Švedska | 3–0 | Avstrija | Steel Aréna, Košice |

| Poročilo tekme | Poročilo tekme | Poročilo tekme  | Poročilo tekme | Poročilo tekme  |
| -------------- | --- | --------------- | -------------- | --------------- |
| Začetek: 20:15 | N. Persson (L. Eriksson, R. Nilsson) – 19:39 N. Persson (D. Petrasek, R. Nilsson) – 25:39 M. Pääjärvi-Svensson (D. Petrasek) (PP) – 42:34 | (1–0, 1–0, 1–0) |                | Gledalci: 3,704 |

| 4. maj 2011 | Avstrija | 0–5 | Norveška | Steel Aréna, Košice |

| Poročilo tekme | Poročilo tekme | Poročilo tekme  | Poročilo tekme | Poročilo tekme  |
| -------------- | -------------- | --------------- | --- | --------------- |
| Začetek: 16:15 |                | (0–3, 0–1, 0–1) | 06:26 – E. Koivu (A. Bastiansen, M. Olimb) 09:31 – M. Olimb (L. Spets, A. Bastiansen) 10:27 – J. Holøs (P-Å. Skrøder, M. Olimb) (PP) 39:41 – L. Spets (A. Bastiansen, M. Olimb) 49:51 – A. Bastiansen (M. Olimb, P-Å. Skrøder) (PP) | Gledalci: 4,355 |

| 4. maj 2011 | Švedska | 6–2 | ZDA | Steel Aréna, Košice |

| Poročilo tekme | Poročilo tekme | Poročilo tekme  | Poročilo tekme                                                             | Poročilo tekme  |
| -------------- | --- | --------------- | -------------------------------------------------------------------------- | --------------- |
| Začetek: 20:15 | P. Berglund (T. Erixon) – 17:31 M. Krüger (M. Tedenby) – 23:17 M. Sjögren (J. Ericsson) – 30:27 P. Berglund (M. Thörnberg, M. Pääjärvi-Svensson) – 35:16 J. Ericsson (S. Kronwall, M. Sjögren) – 56:01 D. Petrasek (M. Sjögren) (PP) – 58:50 | (1–1, 3–0, 2–1) | 18:43 – C. Fowler (D. Stepan, C. Smith) (PP) 50:29 – B. Wheeler (C. Smith) | Gledalci: 7,401 |

### Skupina D
| Reprezentanca | OT | Z | ZP | PP | P | DG | PG | GR | Toč |
| ------------- | -- | - | -- | -- | - | -- | -- | -- | --- |
| Češka         | 3  | 3 | 0  | 0  | 0 | 12 | 3  | +9 | 9   |
| Finska        | 3  | 1 | 1  | 0  | 1 | 9  | 5  | +4 | 5   |
| Danska        | 3  | 0 | 1  | 0  | 2 | 4  | 13 | −9 | 2   |
| Latvija       | 3  | 0 | 0  | 2  | 1 | 6  | 10 | −4 | 2   |

| 30. april 2011 | Finska | 5–1 | Danska | Orange Arena, Bratislava |

| Poročilo tekme | Poročilo tekme | Poročilo tekme  | Poročilo tekme                                | Poročilo tekme  |
| -------------- | --- | --------------- | --------------------------------------------- | --------------- |
| Začetek: 16:15 | J. Immonen (J. Välivaara) (PP) – 23:57 J. Aaltonen (M. Koivu) (PP) – 36:26 A. Pihlström (M. Pyörälä, P. Nokelainen) – 42:39 M. Granlund (J. Niskala, P. Puistola) (PP) – 52:29 T. Ruutu (J. Aaltonen) – 53:21 | (0–0, 2–0, 3–1) | 47:54 – N. Hardt (J. Jakobsen, M. Green) (PP) | Gledalci: 9,125 |

| 30. april 2011 | Češka | 4–2 | Latvija | Orange Arena, Bratislava |

| Poročilo tekme | Poročilo tekme | Poročilo tekme  | Poročilo tekme                                                                         | Poročilo tekme  |
| -------------- | --- | --------------- | -------------------------------------------------------------------------------------- | --------------- |
| Začetek: 20:15 | T. Rolinek (J. Voráček, M. Škoula) – 17:47 P. Eliáš (M. Havlát, M. Michálek) – 33:02 M. Havlát (P. Eliáš) – 41:15 R. Červenka – 58:11 | (1–1, 1–1, 2–0) | 09:04 – L. Dārziņš (M. Rēdlihs, K. Sotnieks) 21:21 – R. Bukarts (A. Bērziņš, G. Meija) | Gledalci: 9,219 |

| 2. maj 2011 | Češka | 6–0 | Danska | Orange Arena, Bratislava |

| Poročilo tekme | Poročilo tekme | Poročilo tekme  | Poročilo tekme | Poročilo tekme  |
| -------------- | --- | --------------- | -------------- | --------------- |
| Začetek: 16:15 | M. Frolík (P. Hubáček, Z. Michálek) – 02:29 M. Michálek (M. Židlický) – 31:34 M. Michálek (P. Eliáš, M. Havlát) (PP) – 33:17 M. Frolík (P. Čáslava, J. Novotný) – 34:25 T. Plekanec (R. Červenka) – 34:38 P. Průcha (M. Frolík) – 56:23 | (1–0, 4–0, 1–0) |                | Gledalci: 9,217 |

| 2. maj 2011 | Latvija | 2–3 KS | Finska | Orange Arena, Bratislava |

| Poročilo tekme | Poročilo tekme | Poročilo tekme                     | Poročilo tekme | Poročilo tekme  |
| -------------- | --- | ---------------------------------- | --- | --------------- |
| Začetek: 20:15 | K. Rēdlihs (M. Rēdlihs, A. Džeriņš) (PP) – 33:36 H. Vasiļjevs (M. Cipulis, G. Pujacs) (PP) – 42:12 A. Ņiživijs L. Dārziņš | (0–1, 1–0, 1–1) (P: 0–0) (KS: 0–1) | 13:54 – J. Immonen (J. Välivaara, M. Granlund) (PP) 52:51 – N. Kapanen (J. Immonen, M. Granlund) (PP) J. Immonen M. Koivu | Gledalci: 9,210 |

| 4. maj 2011 | Danska | 3–2 KS | Latvija | Orange Arena, Bratislava |

| Poročilo tekme | Poročilo tekme | Poročilo tekme                     | Poročilo tekme | Poročilo tekme  |
| -------------- | --- | ---------------------------------- | --- | --------------- |
| Začetek: 16:15 | M. Christensen (J. Jakobsen, M. Bødker) – 01:43 M. Christensen (D. Nielsen, N. Hardt) (PP) – 28:27 M. Green M. Madsen J. Jakobsen M. Christensen | (1–0, 1–2, 0–0) (P: 0–0) (KS: 1–0) | 23:03 – M. Cipulis (O. Cibuļskis, A. Ņiživijs) 35:14 – J. Rēdlihs (A. Ņiživijs, M. Rēdlihs) (PP) A. Ņiživijs H. Vasiļjevs A. Džeriņš A. Ņiživijs | Gledalci: 8,870 |

| 4. maj 2011 | Finska | 1–2 | Češka | Orange Arena, Bratislava |

| Poročilo tekme | Poročilo tekme     | Poročilo tekme  | Poročilo tekme                                                                                 | Poročilo tekme  |
| -------------- | ------------------ | --------------- | ---------------------------------------------------------------------------------------------- | --------------- |
| Začetek: 20:15 | A. Salmela – 59:41 | (0–0, 0–1, 1–1) | 24:24 – M. Michálek (M. Židlický, K. Rachůnek) (PP) 42:48 – J. Jágr (R. Červenka, L. Krajíček) | Gledalci: 9,310 |

## Kvalifikacijski krog

### Skupina E
| Reprezentanca | OT | Z | ZP | PP | P | DG | PG | GR  | Toč |
| ------------- | -- | - | -- | -- | - | -- | -- | --- | --- |
| Češka         | 5  | 5 | 0  | 0  | 0 | 19 | 7  | +12 | 15  |
| Finska        | 5  | 2 | 2  | 0  | 1 | 16 | 10 | +6  | 10  |
| Nemčija       | 5  | 2 | 0  | 2  | 1 | 15 | 17 | −2  | 8   |
| Rusija        | 5  | 2 | 0  | 1  | 2 | 12 | 14 | −2  | 7   |
| Slovaška      | 5  | 1 | 0  | 0  | 4 | 13 | 14 | −1  | 3   |
| Danska        | 5  | 0 | 1  | 0  | 4 | 9  | 22 | −13 | 2   |

| 5. maj 2011 | Rusija | 4–3 | Danska | Orange Arena, Bratislava |

| Poročilo tekme | Poročilo tekme | Poročilo tekme  | Poročilo tekme                                                                             | Poročilo tekme  |
| -------------- | --- | --------------- | ------------------------------------------------------------------------------------------ | --------------- |
| Začetek: 20:15 | S. Zinovjev (I.Nikulin, D. Zaripov) – 09:26 S. Zinovjev (A.Morozov, D. Zaripov) – 30:08 S. Zinovjev (D. Zaripov, A.Morozov) – 34:18 J. Artjuhin (A.Kornejev, D.Kalinin) – 45:21 | (1–2, 2–0, 1–1) | 11:12 – N.Hardt (K.Starkov) 19:46 – Ma. Bødker (P.Hersby) (PP) 47:27 – N.Hardt (K.Starkov) | Gledalci: 9,204 |

| 6. maj 2011 | Nemčija | 4–5 KS | Finska | Orange Arena, Bratislava |

| Poročilo tekme | Poročilo tekme | Poročilo tekme                     | Poročilo tekme | Poročilo tekme  |
| -------------- | --- | ---------------------------------- | --- | --------------- |
| Začetek: 16:15 | A. Rankel (M. Wolf, K. Hospelt) – 14:45 F. Schütz (P. Gogulla, F. Mauer) – 26:28 K. Hospelt (K. Lavallée, N. Goc) – 27:32 P. Reimer (C. Braun, M. Müller) – 39:03 P. Reimer K. Hospelt M. Wolf P. Reimer | (1–1, 3–2, 0–1) (P: 0–0) (KS: 0–1) | 00:13 – T. Ruutu (M. Koivu, S. Lepistö) 31:39 – J. Pesonen (M. Granlund, P. Puistola) 38:07 – J. Immonen (J. Pesonen, J. Niskala) 54:12 – T. Ruutu (J. Pesonen, S. Lepistö) J. Immonen M. Koivu M. Granlund M. Koivu | Gledalci: 9,255 |

| 6. maj 2011 | Češka | 3–2 | Slovaška | Orange Arena, Bratislava |

| Poročilo tekme | Poročilo tekme | Poročilo tekme  | Poročilo tekme                                                                         | Poročilo tekme  |
| -------------- | --- | --------------- | -------------------------------------------------------------------------------------- | --------------- |
| Začetek: 20:15 | M. Židlický (P. Eliáš, J. Marek) (PP) – 17:48 M. Havlát (P. Eliáš) – 41:06 M. Michálek (P. Eliáš , M. Havlát) – 44:28 | (1–0, 0–1, 2–1) | 22:54 – L. Nagy (Ľ Višňovský, J. Stümpel) 58:41 – T. Surový (B. Radivojevič, M. Cibák) | Gledalci: 9,313 |

| 7. maj 2011 | Danska | 4–3 KS | Nemčija | Orange Arena, Bratislava |

| Poročilo tekme | Poročilo tekme | Poročilo tekme                     | Poročilo tekme | Poročilo tekme  |
| -------------- | --- | ---------------------------------- | --- | --------------- |
| Začetek: 16:15 | Ma.Bødker (M. Christensen, J. Jakobsen) (PP) – 08:09 Mi. Bødker (J. Jakobsen, K. Jensen) – 21:39 N.Hardt (M. Green, M. Madsen) – 57:33 M. Madsen M. Christensen Mi. Bødker | (1–1, 1–1, 1–1) (P: 0–0) (KS: 1–0) | J. Tripp (M. Müller, C. Ullmann) – 10:15 A. Barta (M. Kink, P. Reimer) – 22:05 K. Lavallée (F. Hördler, M. Müller) – 41:32 M. Müller P. Reimer M. Wolf | Gledalci: 9,299 |

| 7. maj 2011 | Finska | 2–1 | Slovaška | Orange Arena, Bratislava |

| Poročilo tekme | Poročilo tekme                                                        | Poročilo tekme  | Poročilo tekme                                   | Poročilo tekme  |
| -------------- | --------------------------------------------------------------------- | --------------- | ------------------------------------------------ | --------------- |
| Začetek: 20:15 | T. Ruutu (M. Koivu) – 47:17 T. Ruutu (A. Salmela, M. Pyörälä) – 50:26 | (0–1, 0–0, 2–0) | 16:21 – M. Gáborík (M. Handzuš, P. Demitra) (PP) | Gledalci: 9,321 |

| 8. maj 2011 | Češka | 3–2 | Rusija | Orange Arena, Bratislava |

| Poročilo tekme | Poročilo tekme                                                                                    | Poročilo tekme  | Poročilo tekme                                                                                   | Poročilo tekme  |
| -------------- | ------------------------------------------------------------------------------------------------- | --------------- | ------------------------------------------------------------------------------------------------ | --------------- |
| Začetek: 16:15 | J. Voráček (T. Rolinek, M. Škoula) – 14:01 J. Jágr (T. Plekanec) – 15:52 T. Plekanec (PS) – 43:27 | (2–0, 0–1, 1–1) | 31:50 – A. Tereščenko (V. Atjušov, A. Radulov) (PP) 55:04 – D. Zaripov (D. Kalinin, S. Zinovjev) | Gledalci: 9,308 |

| 9. maj 2011 | Slovaška | 4–1 | Danska | Orange Arena, Bratislava |

| Poročilo tekme | Poročilo tekme | Poročilo tekme  | Poročilo tekme                                   | Poročilo tekme  |
| -------------- | --- | --------------- | ------------------------------------------------ | --------------- |
| Začetek: 12:15 | J. Stümpel (M. Jurčina, M. Šatan) – 10:10 M. Šatan (Š Ružička, I. Majeský) – 15:52 M. Hossa (M. Gáborík, J. Halák) (PP) – 40:32 R. Zedník (M. Handzuš, D. Graňák) – 50:05 | (2–1, 0–0, 2–0) | 04:09 – M. Christensen (Mi. Bødker, J. Jakobsen) | Gledalci: 9,307 |

| 9. maj 2011 | Rusija | 2–3 KS | Finska | Orange Arena, Bratislava |

| Poročilo tekme | Poročilo tekme                                                                                                 | Poročilo tekme                     | Poročilo tekme                                                                                 | Poročilo tekme  |
| -------------- | --- | ---------------------------------- | ---------------------------------------------------------------------------------------------- | --------------- |
| Začetek: 16:15 | N. Kulemin(D. Kulikov , J. Artjuhin) – 04:26 I.Nikulin (D. Zaripov, A. Morozov) – 04:37 I. Kovalčuk A. Morozov | (2–0, 0–2, 0–0) (P: 0–0) (KS: 0–1) | 26:59 – M. Koivu (P. Puistola, M. Pyörälä) 36:39 – J. Niskala (J. Immonen) J. Immonen M. Koivu | Gledalci: 9,292 |

| 9. maj 2011 | Nemčija | 2–5 | Češka | Orange Arena, Bratislava |

| Poročilo tekme | Poročilo tekme                                                        | Poročilo tekme  | Poročilo tekme | Poročilo tekme  |
| -------------- | --------------------------------------------------------------------- | --------------- | --- | --------------- |
| Začetek: 20:15 | J. Tripp (K. Lavallée, F. Hördler) – 01:49 T. Greilinger (PP) – 58:26 | (1–2, 0–3, 1–0) | 00:51 – T. Plekanec (J. Jágr) 10:38 – M. Frolík (J. Novotný, P. Hubáček) 22:47 – K. Rachůnek (J. Jágr, R. Červenka) (PP) 35:34 – T. Plekanec (J. Jágr, R. Červenka) (PP) 36:58 – P. Eliáš (P. Průcha, M. Havlát) | Gledalci: 9,305 |

### Skupina F
| Reprezentanca | OT | Z | ZP | PP | P | DG | PG | GR  | Toč |
| ------------- | -- | - | -- | -- | - | -- | -- | --- | --- |
| Kanada        | 5  | 3 | 2  | 0  | 0 | 23 | 11 | +12 | 13  |
| Švedska       | 5  | 3 | 0  | 1  | 1 | 18 | 10 | +8  | 10  |
| Norveška      | 5  | 2 | 1  | 0  | 2 | 17 | 15 | +2  | 8   |
| ZDA           | 5  | 2 | 0  | 1  | 2 | 15 | 19 | −4  | 7   |
| Švica         | 5  | 1 | 1  | 1  | 2 | 11 | 12 | −1  | 6   |
| Francija      | 5  | 0 | 0  | 1  | 4 | 5  | 22 | −17 | 1   |

| 5. maj 2011 | Švica | 2–3 | Norveška | Steel Aréna, Košice |

| Poročilo tekme | Poročilo tekme                                                                     | Poročilo tekme  | Poročilo tekme | Poročilo tekme  |
| -------------- | ---------------------------------------------------------------------------------- | --------------- | --- | --------------- |
| Začetek: 20:15 | T. Monnet (J. Sprunger, M. Seger) (PP) – 28:35 R. Diaz (I. Rüthemann) (PP) – 47:19 | (0–2, 1–0, 1–1) | 08:47 – J. Holøs (A. Bonsaksen, M. Olimb) 19:55 – P-Å Skrøder (J. Holøs, M. Olimb) (PP) 42:48 – K. Forsberg (M. Holtet) | Gledalci: 2,820 |

| 6. maj 2011 | Kanada | 4–3 KS | ZDA | Steel Aréna, Košice |

| Poročilo tekme | Poročilo tekme | Poročilo tekme                     | Poročilo tekme | Poročilo tekme  |
| -------------- | --- | ---------------------------------- | --- | --------------- |
| Začetek: 16:15 | B. Burns (A. Pietrangelo) – 27:20 J. Tavares (C. Stewart, M-A. Gragnani) – 43:27 J. Spezza (J. Tavares, B. Burns) (PP) – 45:22 J. Eberle R. Nash | (0–0, 1–2, 2–1) (P: 0–0) (KS: 1–0) | 24:13 – M. Komisarek (C. Smith, T. Conklin) 33:47 – J. Johnson (B. Wheeler, Y. Stastny) 51:17 – D. Stepan (B. Wheeler) (PP) J. Johnson B. Wheeler | Gledalci: 7,485 |

| 6. maj 2011 | Švedska | 4–0 | Francija | Steel Aréna, Košice |

| Poročilo tekme | Poročilo tekme | Poročilo tekme  | Poročilo tekme | Poročilo tekme  |
| -------------- | --- | --------------- | -------------- | --------------- |
| Začetek: 20:15 | R. Nilsson (D. Fernholm, T. Erixon) – 04:34 O. Ekman-Larsson (S. Kronwall) (PP) – 13:51 P. Berglund (M. Pääjärvi-Svensson, C. Gunnarsson) – 15:39 S. Kronwall (O. Ekman-Larsson, M. Backlund) – 45:34 | (3–0, 0–0, 1–0) |                | Gledalci: 4,761 |

| 7. maj 2011 | Norveška | 2–3 | Kanada | Steel Aréna, Košice |

| Poročilo tekme | Poročilo tekme                                                       | Poročilo tekme  | Poročilo tekme                                                                               | Poročilo tekme  |
| -------------- | -------------------------------------------------------------------- | --------------- | -------------------------------------------------------------------------------------------- | --------------- |
| Začetek: 16:15 | K. A. Olimb (M. Røymark) – 51:36 M. Holtet (O.-K. Tollefsen) – 52:49 | (0–1, 0–1, 2–1) | J. Spezza (R. Nash, J. Neal) – 15:26 J. Tavares – 30:15 J. Neal (R. Nash, J. Spezza) – 49:02 | Gledalci: 4,978 |

| 7. maj 2011 | ZDA | 3–2 | Francija | Steel Aréna, Košice |

| Poročilo tekme | Poročilo tekme                                                                                              | Poročilo tekme  | Poročilo tekme                                           | Poročilo tekme  |
| -------------- | --- | --------------- | -------------------------------------------------------- | --------------- |
| Začetek: 20:15 | D. Stepan (B. Wheeler) – 16:06 M. Stuart (C. Porter, P. Gaustad) – 21:16 C. Kreider (A. Miele) (PP) – 25:24 | (1–1, 2–0, 0–1) | 05:25 – S. Treille 55:30 – L. Meunier (K. Hecquefeuille) | Gledalci: 3,101 |

| 8. maj 2011 | Švedska | 2–0 | Švica | Steel Aréna, Košice |

| Poročilo tekme | Poročilo tekme                                              | Poročilo tekme  | Poročilo tekme | Poročilo tekme  |
| -------------- | ----------------------------------------------------------- | --------------- | -------------- | --------------- |
| Začetek: 16:15 | M. Backlund (S. Kronwall) – 47:47 M. Backlund (ENG) – 59:28 | (0–0, 0–0, 2–0) |                | Gledalci: 5,941 |

| 9. maj 2011 | Francija | 2–5 | Norveška | Steel Aréna, Košice |

| Poročilo tekme | Poročilo tekme                                                                                       | Poročilo tekme  | Poročilo tekme | Poročilo tekme  |
| -------------- | --- | --------------- | --- | --------------- |
| Začetek: 12:15 | D. Fleury (D. Raux, J. Desrosiers) – 10:57 L. Meunier (K. Hecquefeuille, P-É Bellemare) (SH) – 31:20 | (1–3, 1–1, 0–1) | 03:26 – P-Å Skrøder (M. Røymark, M. Ask) (PP) 03:52 – M. Holtet (K. A. Olimb, J. Holøs) 17:50 – M. Holtet 35:19 – M. Holtet (P-Å Skrøder, J. Holøs) (PP) 52:26 – M. Holtet (A. Bonsaksen) | Gledalci: 3,178 |

| 9. maj 2011 | Švica | 5–3 | ZDA | Steel Aréna, Košice |

| Poročilo tekme | Poročilo tekme | Poročilo tekme  | Poročilo tekme | Poročilo tekme  |
| -------------- | --- | --------------- | --- | --------------- |
| Začetek: 16:15 | K. Lotscher (M. Trachsler, S. Moser) – 11:35 R. Diaz (M. Plüss, I. Rüthemann) – 14:10 I. Rüthemann (M. Bieber, M. Plüss) – 21:06 K. Lotscher – 31:00 R. Gardner (M. Plüss, M. Trachsler) (ENG) – 59:43 | (2–1, 2–1, 1–1) | 11:01 – C. Smith (C. Wilson, K. Shattenkirk) 26:09 – R. Shannon (A. Miele) 58:17 – J. van Riemsdyk (C. Fowler, D. Stepan) | Gledalci: 4,939 |

| 9. maj 2011 | Kanada | 3–2 | Švedska | Steel Aréna, Košice |

| Poročilo tekme | Poročilo tekme                                                                                                   | Poročilo tekme  | Poročilo tekme | Poročilo tekme  |
| -------------- | --- | --------------- | --- | --------------- |
| Začetek: 20:15 | J. Neal (J. Spezza) – 01:08 J. Tavares (J. Skinner, C. Stewart) – 13:20 R. Nash (B. Burns, J. Neal) (PP) – 52:31 | (2–1, 0–1, 1–0) | 03:43 – D. Petrasek (C. Gunnarsson, M. Pääjärvi-Svensson) (PP) 30:38 – M. Tedenby (J. Silfverberg, M. Krüger) (PP) | Gledalci: 7,633 |

## Skupina za obstanek

### Skupina G
| Reprezentanca | OT | Z | ZP | PP | P | DG | PG | GR | Toč |
| ------------- | -- | - | -- | -- | - | -- | -- | -- | --- |
| Latvija       | 3  | 2 | 0  | 0  | 1 | 12 | 9  | +3 | 6   |
| Belorusija    | 3  | 2 | 0  | 0  | 1 | 17 | 9  | +8 | 6   |
| Avstrija      | 3  | 1 | 0  | 0  | 2 | 6  | 13 | −7 | 3   |
| Slovenija     | 3  | 1 | 0  | 0  | 2 | 8  | 12 | −4 | 3   |

| 5. maj 2011 | Slovenija | 5–2 | Latvija | Orange Arena, Bratislava |

| Poročilo tekme | Poročilo tekme | Poročilo tekme  | Poročilo tekme                                                                           | Poročilo tekme  |
| -------------- | --- | --------------- | ---------------------------------------------------------------------------------------- | --------------- |
| Začetek: 16:15 | R. Tičar (Z. Jeglič, M. Robar) (PP) – 27:59 T. Razingar (M. Rodman, D. Rodman) – 33:55 T. Razingar (M. Rodman, D. Rodman) – 39:11 R. Tičar (R. Sabolič) – 40:54 R. Pajič (B. Goličič) – 41:27 | (0–0, 3–0, 2–2) | 51:33 – M. Cipulis (J. Rēdlihs, J. Andersons) 59:59 – R. Bukarts (K. Sotnieks, G. Meija) | Gledalci: 7,467 |

| 5. maj 2011 | Belorusija | 7–2 | Avstrija | Steel Aréna, Košice |

| Poročilo tekme | Poročilo tekme | Poročilo tekme  | Poročilo tekme                                                                        | Poročilo tekme  |
| -------------- | --- | --------------- | ------------------------------------------------------------------------------------- | --------------- |
| Začetek: 16:15 | E. Koviršin (A. Kosticin, A. Kulakov) – 04:06 M. Grabovski (D. Meleško, N. Stasenko) – 17:17 A. Kosticin (A. Kulakov, J. Kosticin) – 18:57 A. Demkov – 30:17 S. Demagin (SH) – 32:49 D. Korobov (A. Kosticin, A. Stepanov) (PP2) – 42:53 A. Kulakov (J. Kosticin) – 51:55 | (3–0, 2–0, 2–2) | 40:47 – O. Setzinger (D. Werenka, T. Koch) (PP) 53:29 – M. Schiechl (T. Hundertpfund) | Gledalci: 4,483 |

| 7. maj 2011 | Avstrija | 3–2 | Slovenija | Orange Arena, Bratislava |

| Poročilo tekme | Poročilo tekme | Poročilo tekme  | Poročilo tekme                                                                        | Poročilo tekme  |
| -------------- | --- | --------------- | ------------------------------------------------------------------------------------- | --------------- |
| Začetek: 12:15 | G. Unterluggauer (T. Raffl, T. Koch) – 19:03 T. Raffl (M. Peintner, M. Trattnig) – 24:15 R. Rotter (P. Lukas) – 45:52 | (1–0, 1–2, 1–0) | 36:30 – T. Razingar (D. Rodman, M. Rodman) 39:41 – D. Rodman (B. Gregorc, R. Kristan) | Gledalci: 9,033 |

| 7. maj 2011 | Belorusija | 3–6 | Latvija | Steel Aréna, Košice |

| Poročilo tekme | Poročilo tekme | Poročilo tekme  | Poročilo tekme | Poročilo tekme  |
| -------------- | --- | --------------- | --- | --------------- |
| Začetek: 12:15 | V. Kostjučenok (A. Kitarov, A. Demkov) – 19:31 M. Grabovski (D. Korobov D. Meleško) – 20:53 D. Meleško (A. Kosticin, A. Kulakov) – 59:50 | (1–3, 1–1, 1–2) | M. Cipulis (A. Reķis, A. Ņiživijs) – 09:26 G. Pujacs (A. Džeriņš, J. Rēdlihs) – 13:23 G. Pujacs (M. Rēdlihs) – 17:19 A. Ņiživijs (M. Cipulis, H. Vasiļjevs) – 36:17 M. Cipulis (A. Ņiživijs, A. Reķis) – 49:44 K. Saulietis (M. Rēdlihs, A. Džeriņš) – 57:29 | Gledalci: 4,976 |

| 8. maj 2011 | Slovenija | 1–7 | Belorusija | Orange Arena, Bratislava |

| Poročilo tekme | Poročilo tekme                          | Poročilo tekme  | Poročilo tekme | Poročilo tekme  |
| -------------- | --------------------------------------- | --------------- | --- | --------------- |
| Začetek: 20:15 | 31:51 – R. Sabolič (R. Pajič, Ž Jeglič) | (0–2, 1–3, 0–2) | 06:02 – S. Demagin (M. Grabovski, D. Meleško) 07:23 – A. Kosticin (J. Kosticin, A. Kulakov) 28:21 – A. Stepanov (A. Kitarov, A. Kostitsyn) (PP2) 35:52 – A. Mikhalev (A. Ugarov, V. Denisov) 37:13 – A. Kosticin (A. Stepanov, A. Demkov) (PP) 55:07 – A. Mihalev (D. Korobov) (SH) 56:13 – A. Mihalev (M. Grabovski, D. Korobov) (PP) | Gledalci: 8,708 |

| 8. maj 2011 | Latvija | 4–1 | Avstrija | Steel Aréna, Košice |

| Poročilo tekme | Poročilo tekme | Poročilo tekme  | Poročilo tekme                              | Poročilo tekme  |
| -------------- | --- | --------------- | ------------------------------------------- | --------------- |
| Začetek: 20:15 | R. Bukarts (G. Meija) – 05:01 M. Rēdlihs (K. Saulietis, A. Bērziņš) – 13:30 K. Saulietis (A. Džeriņš, K. Sotnieks) (PP) – 22:57 K. Saulietis (K. Sotnieks, A. Džeriņš) (PP) – 48:47 | (2–0, 1–0, 1–1) | 59:01 – T. Raffl (R. Lukas, R. Rotter) (PP) | Gledalci: 4,110 |

## Zaključni del
|  | Četrtfinale | Četrtfinale | Četrtfinale |        |         | Polfinale | Polfinale | Polfinale |                 |                 | Finale          | Finale          | Finale |
|  |             |             |             |        |         |           |           |           |                 |                 |                 |                 |        |
|  | E1          | Češka       | 4           |        |         |           |           |           |                 |                 |                 |                 |        |
|  | F4          | ZDA         | 0           |        |         |           |           |           |                 |                 |                 |                 |        |
|  | F4          | ZDA         | 0           |        | QF1     | Češka     | 2         |           |                 |                 |                 |                 |        |
|  |             |             |             |        | QF1     | Češka     | 2         |           |                 |                 |                 |                 |        |
|  |             | QF2         | Švedska     | 5      |         |           |           |           |                 |                 |                 |                 |        |
|  | F2          | QF2         | Švedska     | 5      | Švedska | 5         |           |           |                 |                 |                 |                 |        |
|  | F2          |             |             |        | Švedska | 5         |           |           |                 |                 |                 |                 |        |
|  | E3          | Nemčija     | 2           |        |         |           |           |           |                 |                 |                 |                 |        |
|  |             |             |             |        |         |           |           |           |                 |                 | SF1             | Švedska         | 1      |
|  |             |             | SF2         | Finska | 6       |           |           |           |                 |                 |                 |                 |        |
|  | F1          | Kanada      | 1           |        |         |           |           |           |                 |                 |                 |                 |        |
|  | E4          | Rusija      | 2           |        |         |           |           |           |                 |                 |                 |                 |        |
|  | E4          | Rusija      | 2           |        | QF3     | Rusija    | 0         |           | Za tretje mesto | Za tretje mesto | Za tretje mesto | Za tretje mesto |        |
|  |             |             |             |        | QF3     | Rusija    | 0         |           | Za tretje mesto | Za tretje mesto | Za tretje mesto | Za tretje mesto |        |
|  |             | QF4         | Finska      | 3      |         |           |           |           |                 |                 |                 |                 |        |
|  | E2          | QF4         | Finska      | 3      | Finska  | 4         |           | SF1       | Češka           | 7               |                 |                 |        |
|  | E2          |             |             |        | Finska  | 4         |           | SF1       | Češka           | 7               |                 |                 |        |
|  | F3          | Norveška    | 1           |        |         |           |           |           |                 |                 | SF2             | Rusija          | 4      |

### Četrtfinale
| 11. maj 2011 | Češka | 4–0 | ZDA | Orange Arena, Bratislava |

| Poročilo tekme | Poročilo tekme | Poročilo tekme  | Poročilo tekme | Poročilo tekme  |
| -------------- | --- | --------------- | -------------- | --------------- |
| Začetek: 16:15 | J. Jágr (R. Červenka) – 18:45 J. Jágr (T. Plekanec, K. Rachůnek) (PP2) – 24:47 T. Plekanec (M. Frolík, M. Židlický) – 50:33 J. Jágr (T. Plekanec) (PP) – 56:25 | (1–0, 1–0, 2–0) |                | Gledalci: 9,311 |

| 11. maj 2011 | Švedska | 5–2 | Nemčija | Orange Arena, Bratislava |

| Poročilo tekme | Poročilo tekme | Poročilo tekme  | Poročilo tekme                                                              | Poročilo tekme  |
| -------------- | --- | --------------- | --------------------------------------------------------------------------- | --------------- |
| Začetek: 20:15 | M. Thörnberg (P. Berglund) – 00:27 P. Berglund (M. Thörnberg, V. Fasth) – 15:46 N. Persson (R. Nilsson, O. Ekman-Larsson) – 24:30 L. Eriksson (D. Rundblad, R. Nilsson) – 28:10 M. Thörnberg (P. Berglund, M. Pääjärvi-Svensson) – 48:54 | (2–1, 2–1, 1–0) | 02:01 – A. Barta (F. Mauer, M. Kink) 38:44 – M. Wolf (A. Rankel, K. Holzer) | Gledalci: 8,986 |

| 12. maj 2011 | Finska | 4–1 | Norveška | Orange Arena, Bratislava |

| Poročilo tekme | Poročilo tekme | Poročilo tekme  | Poročilo tekme           | Poročilo tekme  |
| -------------- | --- | --------------- | ------------------------ | --------------- |
| Začetek: 16:15 | J. Immonen (M. Granlund, J. Niskala) (PP) – 26:01 T. Ruutu (M. Koivu, J. Pesonen) (PP) – 28:43 J. Immonen (M. Granlund, J. Välivaara) (PP) – 35:38 J. Lajunen (L. Komarov, T. Jaakola) – 38:29 | (0–0, 4–1, 0–0) | 23:56 – K. A. Olimb (PS) | Gledalci: 8,947 |

| 12. maj 2011 | Kanada | 1–2 | Rusija | Orange Arena, Bratislava |

| Poročilo tekme | Poročilo tekme                     | Poročilo tekme  | Poročilo tekme                                                          | Poročilo tekme  |
| -------------- | ---------------------------------- | --------------- | ----------------------------------------------------------------------- | --------------- |
| Začetek: 20:15 | J. Spezza (A. Pietrangelo) – 25:32 | (0–0, 1–0, 0–2) | 49:07 – A. Kaigorodov (SH) 52:19 – I. Kovalčuk (A. Radulov, D. Kalinin) | Gledalci: 9,300 |

### Polfinale
| 13. maj 2011 | Češka | 2–5 | Švedska | Orange Arena, Bratislava |

| Poročilo tekme | Poročilo tekme                                                            | Poročilo tekme  | Poročilo tekme | Poročilo tekme  |
| -------------- | ------------------------------------------------------------------------- | --------------- | --- | --------------- |
| Začetek: 16:15 | P. Eliáš (M. Michálek, M. Židlický) – 20:46 P. Eliáš (J. Voráček) – 54:22 | (0–0, 1–2, 1–3) | 24:34 – P. Berglund (O. Ekman-Larsson) (PP) 35:10 – M. Backlund (M. Sjögren) 48:07 – J. Ericsson (M. Backlund) 52:29 – M. Krüger (M. Tedenby) 59:13 – P. Berglund (D. Petrasek) (ENG) | Gledalci: 9,285 |

| 13. maj 2011 | Finska | 3–0 | Rusija | Orange Arena, Bratislava |

| Poročilo tekme | Poročilo tekme                                                                            | Poročilo tekme  | Poročilo tekme | Poročilo tekme  |
| -------------- | ----------------------------------------------------------------------------------------- | --------------- | -------------- | --------------- |
| Začetek: 20:15 | M. Granlund (J. Immonen) – 25:13 J. Lajunen – 47:40 J. Immonen (M. Granlund) – 49:15 (PP) | (0–0, 1–0, 2–0) |                | Gledalci: 9,272 |

### Za tretje mesto
| 15. maj 2011 | Češka | 7–4 | Rusija | Orange Arena, Bratislava |

| Poročilo tekme | Poročilo tekme | Poročilo tekme  | Poročilo tekme | Poročilo tekme  |
| -------------- | --- | --------------- | --- | --------------- |
| Začetek: 16:00 | R. Červenka – 03:33 P. Průcha (T. Rolinek, J. Marek) – 10:22 P. Průcha – 22:11 R. Červenka (P. Průcha) – 30:45 R. Červenka (T. Plekanec) – 35:10 J. Marek – 46:30 T. Plekanec (J. Jágr, R. Červenka) (ENG) – 58:16 | (2–3, 3–1, 2–0) | 09:25 – I. Kovalčuk (A. Radulov, F. Tjutin) 09:40 – D. Kulikov (M. Afinogenov, K. Gorovikov) 18:53 – I. Kovalčuk (A. Radulov, S. Zinovjev) 36:03 – V. Tarasenko (S. Zinovjev, K. Kornejev) | Gledalci: 9,283 |

### Finale
| 15. maj 2011 | Švedska | 1–6 | Finska | Orange Arena, Bratislava |

| Poročilo tekme | Poročilo tekme               | Poročilo tekme  | Poročilo tekme | Poročilo tekme  |
| -------------- | ---------------------------- | --------------- | --- | --------------- |
| Začetek: 20:30 | M. Pääjärvi-Svensson – 27:40 | (0–0, 1–1, 0–5) | J. Immonen (J. Pesonen, M. Koivu) (PP) – 39:53 P. Nokelainen (A. Pihlström) – 42:35 N. Kapanen (J. Aaltonen, L. Komarov) – 43:21 J. Pesonen (M. Granlund) – 56:41 M. Pyörälä (M. Koivu, A. Salmela) – 57:16 A. Pihlström (J. Lajunen) – 59:05 | Gledalci: 9,166 |

## Statistika

### Končni vrstni red
|    | Finska     |
|    | Švedska    |
|    | Češka      |
| 4  | Rusija     |
| 5  | Kanada     |
| 6  | Norveška   |
| 7  | Nemčija    |
| 8  | ZDA        |
| 9  | Švica      |
| 10 | Slovaška   |
| 11 | Danska     |
| 12 | Francija   |
| 13 | Latvija    |
| 14 | Belorusija |
| 15 | Avstrija   |
| 16 | Slovenija  |

### Izbori
- Po izboru IIHF:
  - Najboljši vratar:  Viktor Fasth
  - Najboljši branilec:  Alex Pietrangelo
  - Najboljši napadalec:  Jaromír Jágr

- Po izboru novinarjev:
  - Vratar:  Viktor Fasth
  - Branilca:  David Petrasek,  Marek Židlický
  - Napadalci:  Jaromír Jágr,  Patrik Berglund,  Jarkko Immonen
  - MVP:  Viktor Fasth

### Najboljši strelci
| Hokejist        | OD | G | P | Toč | +/− | KM | Pol |
| --------------- | -- | - | - | --- | --- | -- | --- |
| Jarkko Immonen  | 9  | 9 | 3 | 12  | +2  | 2  | FW  |
| Patrik Berglund | 9  | 8 | 2 | 10  | +6  | 8  | FW  |
| Tomáš Plekanec  | 8  | 6 | 4 | 10  | +3  | 6  | FW  |
| Roman Červenka  | 9  | 4 | 6 | 10  | +7  | 4  | FW  |
| John Tavares    | 7  | 5 | 4 | 9   | +6  | 12 | FW  |
| Jaromír Jágr    | 9  | 5 | 4 | 9   | +5  | 4  | FW  |
| Patrik Eliáš    | 9  | 4 | 5 | 9   | +4  | 6  | FW  |
| Mikael Granlund | 9  | 2 | 7 | 9   | +3  | 2  | FW  |
| Mathis Olimb    | 7  | 1 | 8 | 9   | 0   | 4  | FW  |
| Marius Holtet   | 7  | 6 | 2 | 8   | +6  | 4  | FW  |
| Ilja Kovalčuk   | 9  | 3 | 5 | 8   | −1  | 6  | FW  |
| Mikko Koivu     | 9  | 2 | 6 | 8   | +4  | 4  | FW  |

### Najboljši vratarji
| Vratar         | MNL    | PG  | OGT | OS   | %OS   | SO |
| -------------- | ------ | --- | --- | ---- | ----- | -- |
| Petri Vehanen  | 388:13 | 175 | 8   | 1.24 | 95,43 | 1  |
| Viktor Fasth   | 420:00 | 221 | 12  | 1.71 | 94,57 | 3  |
| Ondřej Pavelec | 479:16 | 247 | 15  | 1.88 | 93,93 | 2  |
| Tobias Stephan | 240:48 | 111 | 7   | 1.74 | 93,69 | 0  |
| Lars Haugen    | 422.18 | 257 | 19  | 2.70 | 92,61 | 1  |